# Dichochrysa ussuriensis
Dichochrysa ussuriensis är en insektsart som först beskrevs av Vladimir N. Makarkin 1985.  Dichochrysa ussuriensis ingår i släktet Dichochrysa och familjen guldögonsländor. Inga underarter finns listade i Catalogue of Life.